# Phil Lester
Philip Michael Lester, detto Phil (Rawtenstall, 30 gennaio 1987), è un conduttore radiofonico e youtuber britannico, noto per la sua attività su YouTube attraverso il canale AmazingPhil.

## Biografia
Phil Lester è stato cresciuto a Rawtenstall, Lancashire. Insieme al fratello Martyn, ha frequentato la Bacup and Rawtenstall Grammar School. Più tardi ha conseguito la laurea in Lingua e Linguistica Inglese all'Università di York e, successivamente, un Master of Arts in Post-produzione con specializzazione in Effetti visivi, nella stessa università.
A 22 anni conosce Dan Howell, anch'esso youtuber e suo seguace su YouTube. I due stringono un forte rapporto di amicizia ed iniziano ad aprire numerosi canali in comune su YouTube.
Lester vive a Londra dall'agosto 2012 con il migliore amico e collega Dan Howell.
Nel 2013, Lester è entrato nel Guinness dei primati per aver impilato 25 monete in 31.617 secondi.

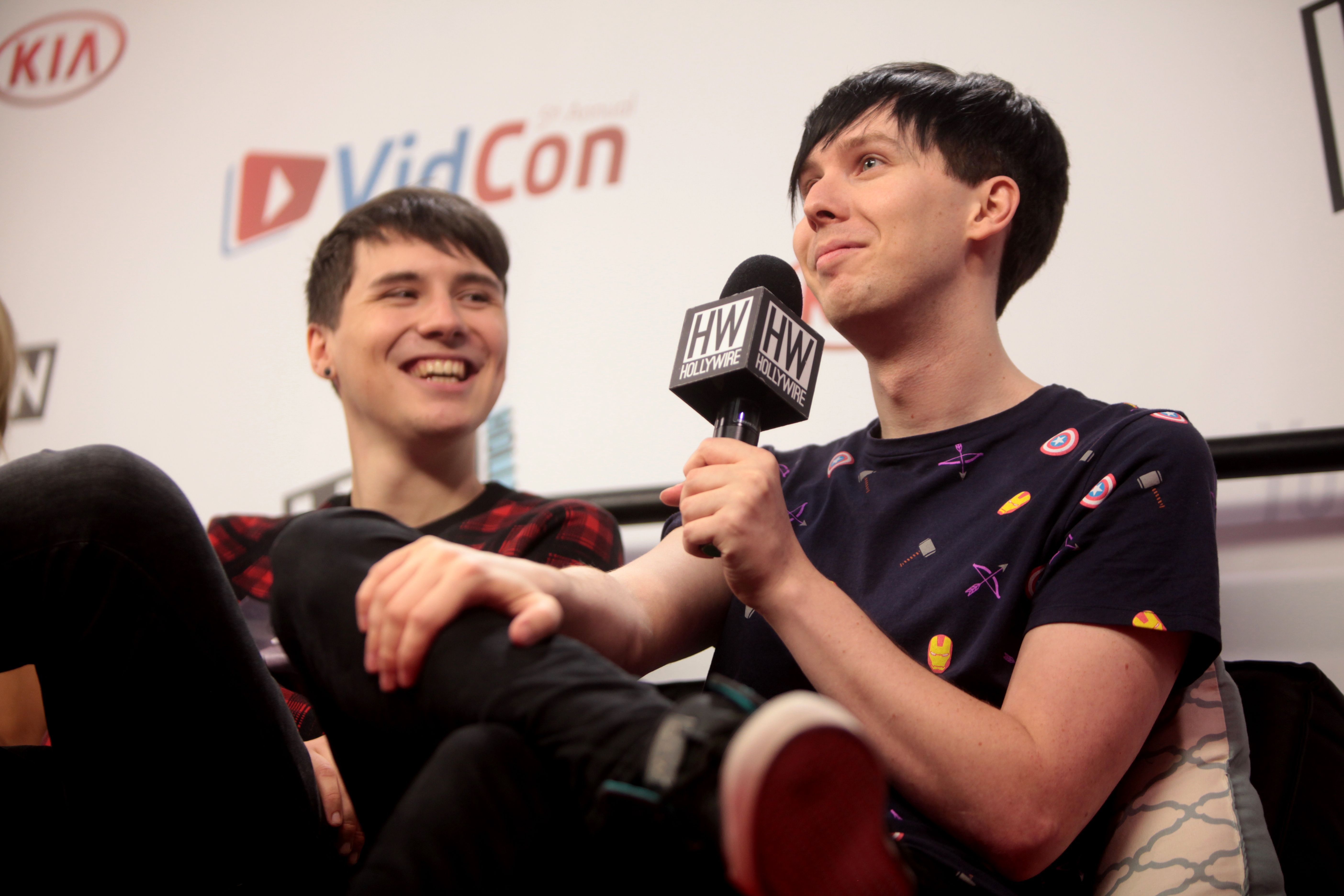
Dan Howell e Phil Lester al VidCon 2014

Dal gennaio del 2013 all'agosto 2014 ha condotto, insieme al migliore amico Dan Howell, il programma Dan and Phil su BBC Radio 1. Dall'inizio di settembre 2014 conduce, ogni primo lunedì del mese, il programma radiofonico Internet Takeover.
A giugno 2019 fa coming out come omosessuale pubblicando dapprima un tweet (a seguito del coming out di Dan Howell), e poi un video su YouTube. Inoltre, Howell ha rivelato nel suo video di coming out che lui e Phil Lester sono stati romanticamente coinvolti, ma non ha specificato il loro rapporto attuale, dichiarando "sono qualcuno che vuole tenere i dettagli della propria vita personale privati. E anche Phil." Ha però affermato che i due sono "veri migliori amici, compagni di vita, cioè, vere e proprie anime gemelle".

## Carriera

### YouTube
Il 27 marzo 2006, all'età di 19 anni, Phil Lester pubblica il suo primo vlog su YouTube intitolato Phil's Video Blog sul suo canale, AmazingPhil. Dopo quel primo video, Lester ne ha pubblicati oltre 200 e, nel 2015, il suo canale conta più di 3 milioni di iscritti e più di 257,1 milioni di visualizzazioni. Ha raggiunto un milione di iscritti il 6 luglio 2013, due milioni il 29 agosto 2014, tre milioni il 12 ottobre 2015 e quattro milioni il 14 marzo 2017.
Lester ha anche un secondo canale, LessAmazingPhil, con quasi 1.000.000 iscritti e oltre 22 milioni di visualizzazioni.
Il 12 settembre 2014, Phil Lester e Dan Howell pubblicano il primo video sul loro nuovo canale DanAndPhilGAMES. L'8 marzo 2015 il canale raggiunge un milione di iscritti, diventando ufficialmente il canale cresciuto più velocemente su YouTube.
Lester compare nella web serie di Benjamin Cook Becoming Youtube insieme all'amico Howell.
Il 1 aprile 2015 Dan Howell e Phil Lester lanciano il canale spin-off DanAndPhilCRAFTS come pesce d'aprile. Nonostante la presenza di un solo video in cui Howell e Lester mostrano come creare un fiocco di neve quadrato origami, con un montaggio volutamente di scarsa qualità, il canale raggiunge oltre 154.000 iscritti e più di 500.000 visualizzazioni in una settimana.
Il 1 aprile 2016, Howell e Lester caricano, sempre su questo canale, un altro video simile al primo, che spiega come creare delle faccine glitter. Il canale si sta avvicinando ai 500.000 iscritti e oltre 2 milioni di visualizzazioni.

### The Super Amazing Project
Attraverso il network My Damn Channel Lester e Howell creano un canale YouTube in collaborazione intitolato The Super Amazing Project in cui i due discutono di eventi paranormali. Dall'ottobre 2014 Lester e Howell annunciano che non continueranno The Super Amazing Project per concentrarsi sul loro show radiofonico su BBC Radio 1. Lester, assieme al copresentatore Dan Howell, annuncia che The Super Amazing Project avrebbe avuto dei nuovi conduttori ingaggiati dai proprietari del canale, My Damn Channel.

### BBC Radio 1
Nel gennaio 2013 Lester e Howell diventano i presentatori di Dan and Phil, programma radiofonico in onda su BBC Radio 1 ogni domenica sera. Entrambi avevano già lavorato in varie occasioni con BBC Radio 1, caricando video per il loro canale YouTube e presentando due trasmissioni natalizie.
Il programma è stato pensato come show interattivo in cui comparivano video musicali creati dagli spettatori, sfide affrontate in diretta da Lester e Howell, e in cui gli ascoltatori potevano richiedere una canzone. Il programma era trasmesso in diretta streaming sul sito web di BBC Radio 1.
Nell'agosto 2014 è stato annunciato che l'ultima puntata di Dan and Phil sarebbe andata in onda il 24 agosto e che i due presentatori sarebbero invece passati ad un altro programma radiofonico, in onda il lunedì, con la partecipazione di altri famosi blogger. Il programma, The Internet Takeover, vede Lester e Howell come presentatori ogni primo lunedì del mese.
Attualmente la loro attività in radio è stata sospesa a causa dell'inizio del loro tour internazionale.

### The Amazing Book Is Not On FireeThe Amazing Tour Is Not On Fire
Il 26 marzo 2015, con un trailer sul canale YouTube danisnotonfire, Lester e Howell annunciano la pubblicazione del loro libro The Amazing Book Is Not On Fire. Il libro è stato pubblicato da Ebury Press e Random House Children's Books ed è uscito l'8 ottobre 2015 nel Regno Unito e il 15 ottobre in tutto il mondo. Lester e Howell hanno in seguito annunciato un tour, The Amazing Tour Is Not On Fire, con date in diverse città del Regno Unito. Il tour, tenutosi tra ottobre e novembre 2015, ha riscosso un notevole successo, registrando il sold out in molte date.
The Amazing Book Is Not On Fire raggiunge la vetta della classifica dei bestseller del Sunday Times, con 26 745 copie vendute nel Regno Unito durante la prima settimana di pubblicazione. Il 22 aprile 2016 i due partono per una seconda edizione del The Amazing Tour Is Not On Fire, questa volta negli USA e in Canada, che si conclude poi il 23 giugno 2016.
Dal 12 agosto il tour ha visto i due ragazzi protagonisti in Australia. L'ultima tappa si è svolta a Brisbane il 25 agosto 2016.
A questa data, si ricollega anche la fine del The Amazing Tour Is Not On Fire.

### Televisione e film
Nel 2013 Lester e Howell sono apparsi in Friday Download, uno show televisivo della CBBC (il canale dei ragazzi della BBC) vincitore del premio BAFTA. Lester è inoltre apparso in televisione come concorrente nello show The Weakest Link, ha recitato nel ruolo di Tim nel film Faintheart ed è comparso in uno spot pubblicitario di Confused.com.
Nell'ottobre 2012 Lester ha partecipato ad un'intervista di Channel 4 News riguardo alla sempre crescente popolarità di YouTube e della nascita del video blogging come professione.
Nel 2013 e 2014 Lester e Howell presentano il backstage dei Brit Awards e dei BBC Radio 1 Teen Awards.
Nel 2015 Lester e Howell ottengono un cameo nel doppiaggio della versione per il Regno Unito del film Disney Big Hero 6, come Tecnico 1 & 2.

## Premi e riconoscimenti
| Anno | Premio                                 | Candidato                   | Risultato |
| ---- | -------------------------------------- | --------------------------- | --------- |
| 2013 | Sony Golden Headphones Award           | Dan and Phil on BBC Radio 1 | Vinto     |
| 2014 | Teen Choice Awards - Web Collaboration | The Photoboot Challenge     | Candidato |